# Pseudacontia louisa
Pseudacontia louisa là một loài bướm đêm trong họ Noctuidae.